# Ихара Сайкаку
Ихара Сайкаку (яп. 井原西鶴, кана いはら さいかく, 1642 года, Осака — 9 сентября 1693 года) — японский писатель (прозаик, поэт, драматург).

## Биография
Ихара Сайкаку родился в семье торговца. Путешествовал по Японии. Был учеником Нисиямы Соина, основателем поэтической школы Данрин. Собранные в ходе путешествий рассказы составили сборники «Рассказы из всех провинций» (1685) и «Дорожная тушечница» (1687).
В 1682 году написал первый роман — «Мужчина, предавшийся любви» (или «Мужчина, несравненный в любовной страсти»). После этого последовали сборники новелл «Пять женщин, предавшихся любви» (1685), «Женщина, несравненная в любовной страсти» (1686) и «Превратности любви» (1688). В сборниках «Записи о передаче воинских искусств» (1687) и «Повести о самурайском долге» (1688) главные герои — самураи. Главными героями сборников «Вечная сокровищница Японии» (1688) и «Заветные мысли о том, как лучше прожить на свете» (1692) стали горожане. После смерти Сайкаку вышли сборники «Последний узор, вытканный Сайкаку» (1694) и «Ворох старых писем» (1696).
Ихара Сайкаку стал родоначальником нового направления в прозе — укиёдзоси (浮世草子, «книги об изменчивом/текущем мире»). Основные идеи этого направления — осознание ненадежности, бренности, изменчивости мира, отсутствия в нём чего-то надежного, вечного.
В честь Сайкаку назван кратер на Меркурии.

## Экранизации
- «Женщина Сайкаку»/«Жизнь О-Хару, куртизанки» (Saikaku ichidai onna) — режиссёр Кэндзи Мидзогути (Япония, 1952).
- «Любитель женщин» (Kôshoku ichidai otoko) — режиссёр Ясудзо Масумура (Япония, 1961).
- «Пять женщин, предавшихся любви» (Pinku saron: Kôshoku gonin onna) — режиссёр Нобору Танака (Япония, 1978).

## Переводы на русский язык
- Ихара Сайкаку. Новеллы / Пер. с яп. Е. М. Пинус, В. Н. Марковой. — М., Художественная литература, 1959. — 232 с.
- Ихара Сайкаку. Избранное / Пер. с яп. Е. М. Пинус, В. Н. Марковой, И. Львовой, Н. Г. Иваненко. — М.: Художественная литература, 1974. — 400 с.
- Ихара Сайкаку. Новеллы / Пер. с яп. Т. И. Редько-Добровольской. — М.: Художественная литература, 1981. — 287 с.: ил. — (Классическая проза Востока).
- Ихара Сайкаку. Новеллы / Пер. с яп. Т. И. Редько-Добровольской. — М.: Художественная литература, 1984. — 432 с.: ил.
- Ихара Сайкаку. Превратности любви / Пер. с яп., вст. статья Е. М. Пинус, В. Н. Марковой. — СПб.: Кристалл, 2000. — 400 с.: ил. — (Библиотека мировой литературы. Малая серия). — ISBN 5-306-00004-5.
- Ихара Сайкаку. Пять женщин, предавшихся любви. История любовных похождений одинокой женщины. — СПб.: Азбука, 2000. — 288 с. — (Азбука-Классика). — ISBN 5-267-00249-6.
- Ихара Сайкаку. Повести о самурайском долге / Пер. с яп. Т. И. Редько-Добровольской. — М.: Гудьял-Пресс, 2001. — 336 с.: ил. — (Миллион богов). — ISBN 5-8026-0103-5.
- Ихара Сайкаку. Рассказы из всех провинций / Пер. с яп. И. Львовой, Е. М. Пинус, В. Н. Марковой, Т. И. Редько-Добровольской. — СПб.: Северо-Запад Пресс, 2002. — 528 с. — (Золотая серия японской литературы). — ISBN 5-93699-038-2.
- Ихара Сайкаку. История любовных похождений одинокой женщины. Повести, рассказы / Пер. с яп. Е. М. Пинус, В. Н. Марковой, Т. И. Редько-Добровольской. — СПб.: Азбука-классика, 2005. — 544 с.: ил. — (Белая серия). — ISBN 5-352-01527-0.
- Ихара Сайкаку. Пять женщин, предавшихся любви. Повести, рассказы / Пер. с яп. Е. М. Пинус, В. Н. Марковой, Т. И. Редько-Добровольской. — М.: Эксмо, 2006. — 544 с.: ил. — (Зарубежная классика). — ISBN 978-5-699-27070-5.
- Ихара Сайкаку. Любовные похождения одинокого мужчины / Пер. с яп. И. В. Мельниковой. — СПб.: ИД «Гиперион», 2020. — 384 с.: ил. — ISBN 978-5-89332-359-7.
- Ихара Сайкаку. Рассказы из всех провинций / Пер. с яп. И. Львовой // Рассказы ночной стражи / Сост. Г. Б. Дуткина. — СПб.: Азбука; Азбука-Аттикус 2025. — C. 53—164. — (Изящная классика Востока). — ISBN 978-5-389-26369-7.